# 數位音訊播放器
数字音频播放器（英語：digital audio player, DAP），是一種可儲存、組織與播放音訊檔案格式的裝置。因為MP3格式的普遍性，常被俗稱為「MP3播放器」。

## 概要
DAP的前身為可擕式CD播放器與MiniDisc播放器。在數碼制式的音訊播放器出現前，一般可擕式音訊播放器為類比模擬的制式，例如使用卡式錄音帶的隨身聽。
DAP可以播放很多其他的格式，如WMA、WAV等。一些格式會跟有限制性的技術 DRM合併，比如Janus和FairPlay, 一般是一些付費下載網站的一部分。其它一些格式則是完全的專利自由或者在另外一些方面開放，比如Ogg Vorbis，FLAC，Speex (Ogg開放多媒體工程的所有部分),以及模組檔案格式。

## 類型
目前主要有3種數字音頻播放器:
- 基於閃存播放器：這些靜態存貯裝置將數字音頻文件存儲於內部或外部存儲介質，比如記憶卡。因為技術上的限制，這些存儲裝置的容量一般比較小，商業化的閃存容量主要從128MB到8GB，比如第二代iPod nano、SanDisk Sansa系列播放器，和iriver clix等。這些播放器的容量一般可以通過增加額外的閃存來擴展。因為閃存是靜態存貯裝置，而非機械式設計，沒有移動部件，所以耐用性很好。它們不會像使用硬碟存儲的數字音頻播放器，容易因為受撞擊或震動而造成損毀。這些播放器一般會被與USB USB手指綜合起來。此外，靜態存貯的耗電量亦較低。蘋果公司於2006年出產的第二代iPod Nano，聲稱充滿電後，音樂可播放達24小時[1]。
- 基於硬碟播放器：又稱「數字點唱機」，這些播放機從硬碟讀取數字音頻文件。這些播放器有更大的容量。對於標準編碼頻率來說，這意味著上千首歌或甚至一個完整的音樂收藏可以存儲在一個MP3播放器裡面。例如蘋果公司於2006年出產的第六代iPod classic，聲稱其160GB硬碟的型號可儲存達4萬首歌曲[2]。因為硬碟的巨大存儲空間，用來播放視頻或者展示圖片的播放器也一般是基於硬碟的。但是，因為硬碟是機械式的儲存裝置，所以比較容易因受撞擊或震動而造成損毀。
- MP3 CD播放器：這種播放器可以從光碟讀取音頻文件，也可以播放音頻CD。

## 圖片

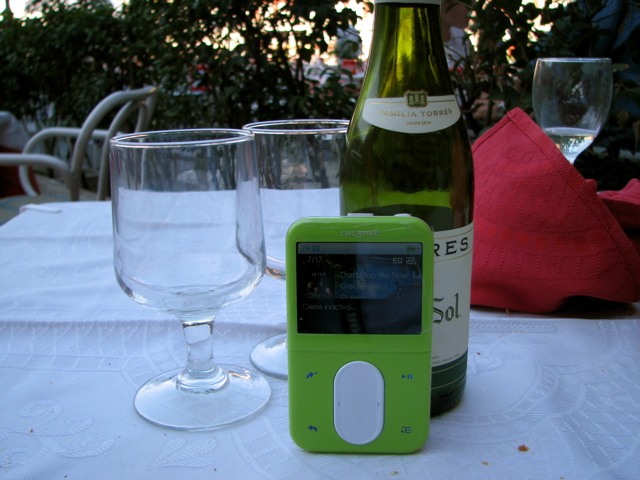
基於硬碟的播放器(Creative ZEN Vision:M), 是iPod之外的選擇之一
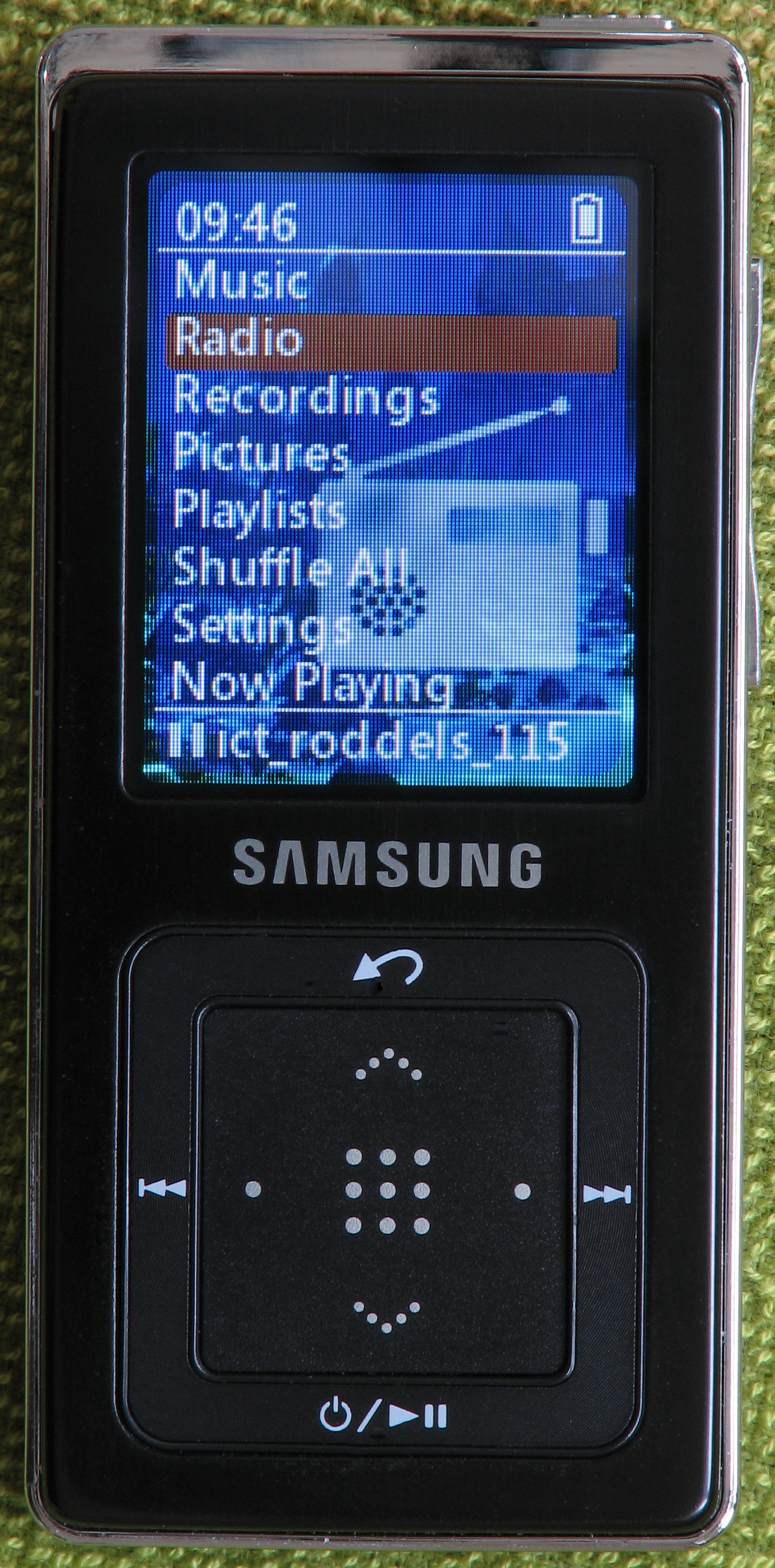
基於快閃記憶體的播放器（三星 YP-Z5F）。
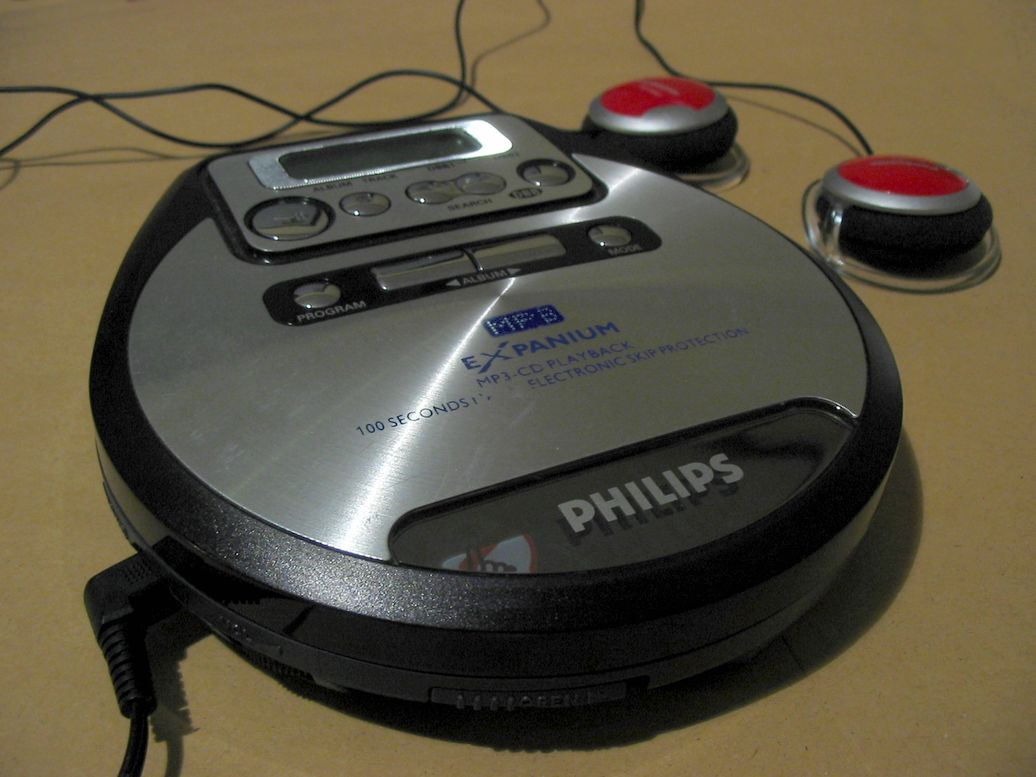
MP3 CD 播放器(Philips Expanium)

## 相關項目
- 可攜式媒體播放器
- MP4播放器

## 外部連結
- CNET MP3 Player Reviews （页面存档备份，存于）

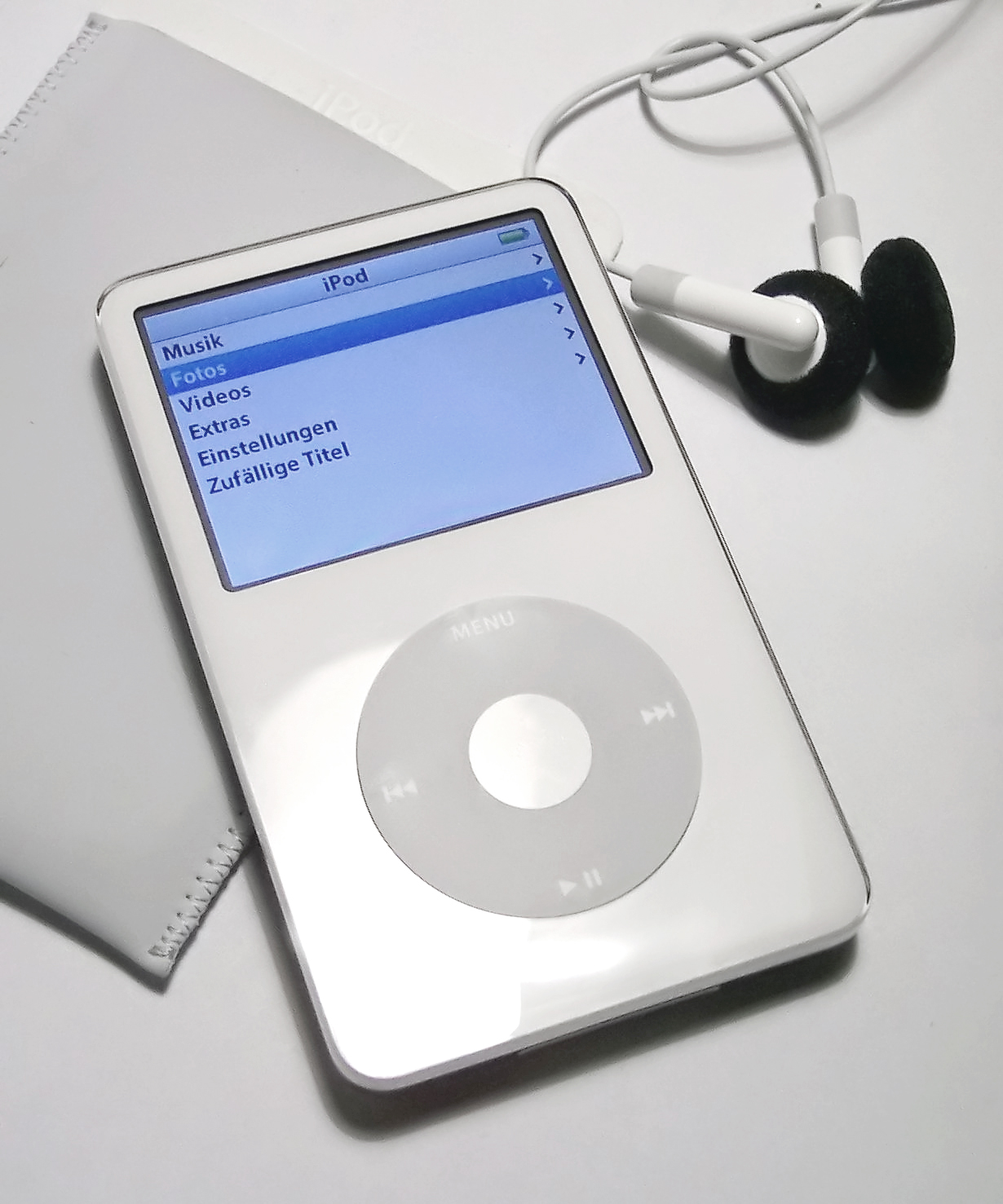
Apple iPod，最暢銷的硬碟式播放器

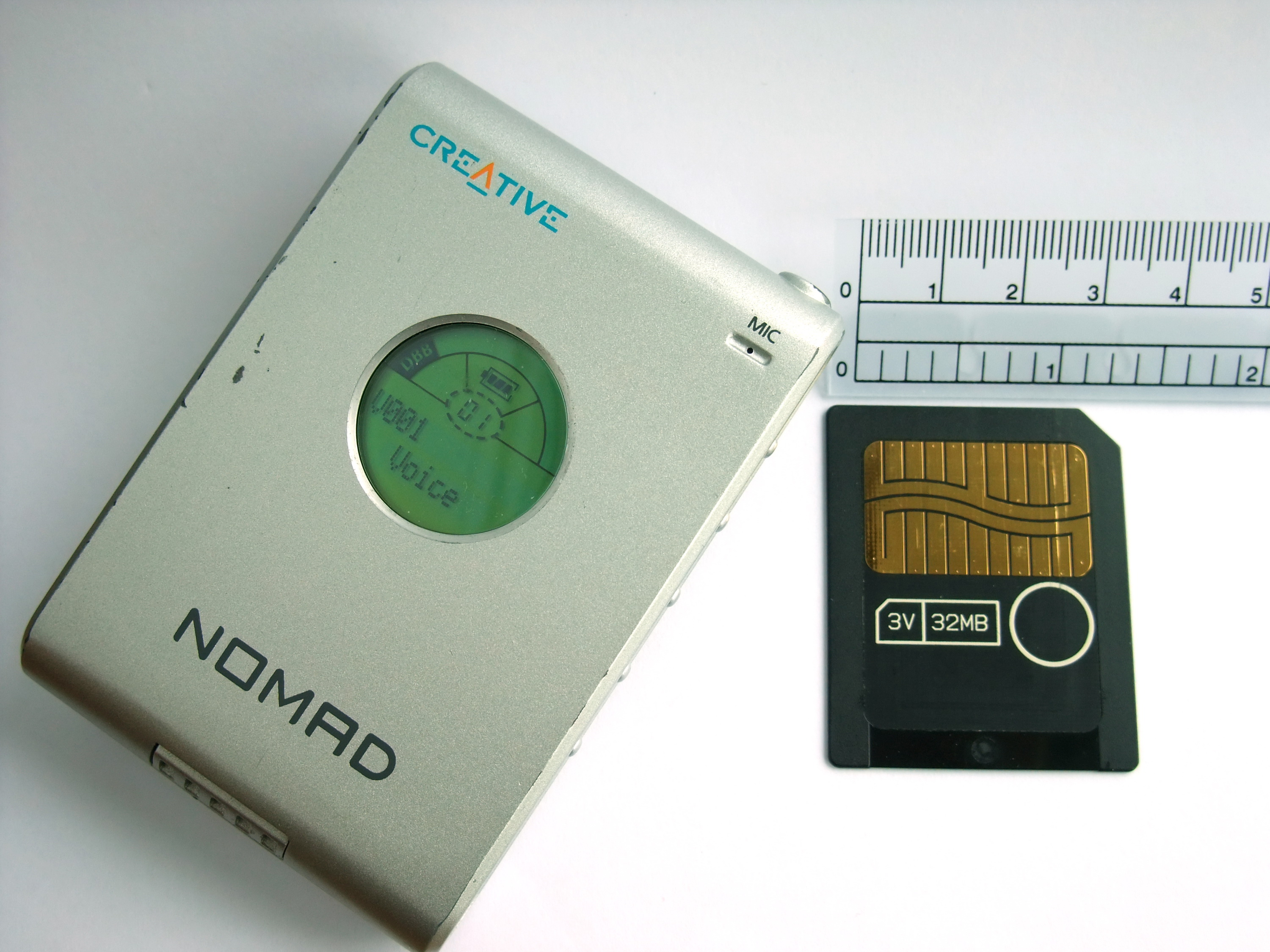
1999年面世的Creative Nomad MP3播放器，存儲媒體為圖中右邊的可抽換式SmartMedia記憶卡。

- Amazon.com MP3 Players Sales Chart （页面存档备份，存于） - Currently the best representation of sales figures for digital audio players.
- DearHoney數位音樂工作室 （页面存档备份，存于）